# Stefano Capani
Stefano Capani (falecido em 1481) foi um prelado católico romano que serviu como bispo de Lavello (1463–1481).

## Biografia
No dia 13 de junho de 1463, Stefano Capani foi nomeado pelo Papa Pio II como Bispo de Lavello. Serviu como Bispo de Lavello até à sua morte em 1481.